# Veikko Vainio
Veikko Vainio, né le 1er avril 1948, à Kotka, en Finlande, est un ancien joueur finlandais de basket-ball. Il évolue au poste de pivot.